# Tasso Jereissati

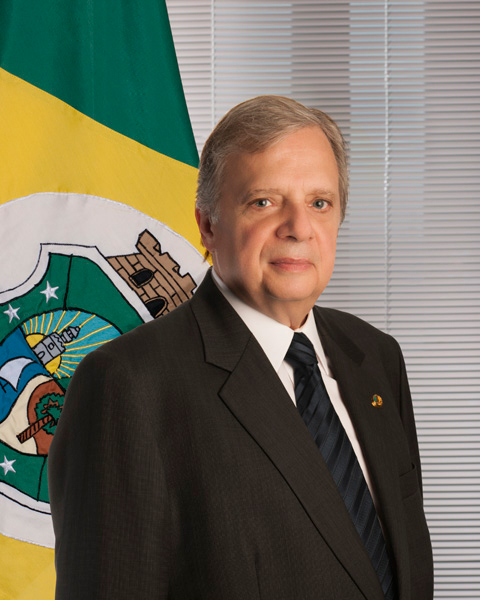
Tasso Jereissati.

Tasso Ribeiro Jereissati (Fortaleza, 15 de diciembre de 1948) es un político y empresario brasileño, actualmente miembro del Senado Federal por el Partido de la Social Democracia Brasileña. Fue elegido para ese cargo, en las elecciones del 2002.
Su inició en la política fue como gobernador de su estado natal desde 1987 a 1991. Volvería a ocupar el cargo en 1995. Antes, en 1988 había colaborado activamente en la fundación de su partido, el PSDB, del cual es presidente nacional. Sin embargo, en el 2002 se enfrentó a su partido al apoyar al candidato presidencial del Partido Popular Socialista, Ciro Gomes, en vez de a José Serra, candidato de su partido. Volvió a ser acusado de apoyar a otro candidato en el 2006, esta vez en las elecciones a la gobernadoría. Lúcio Alcântara (PSDB) le acusó de apoyar a Cid Gomes (PSB, hermano de Ciro Gomes). Jereissati aumentó más la polémica al anunciar que seguiría apoyando a Ciro Gomes si se presenta a las elecciones del 2010.
Como empresario ha destacado en varios campos ya que es dueño de una distribuidora de refrigerantes, centro comerciales y cadenas de televisión.
| Predecesor: Gonzaga Mota | Gobernador del estado de Ceará 1987 - 1991 | Sucesor: Ciro Gomes |

| Predecesor: Francisco de Paula Rocha Aguiar | Gobernador del estado de Ceará 1995 - 2002 | Sucesor: Beni Veras |

- Datos: Q7687655
- Multimedia: Tasso Jereissati / Q7687655